# Alberto Pissis
Albert Pissis ò Alberto Pissis (1852-1914) fue el arquitecto que introdujo el estilo Beaux-Arts a San Francisco, California, diseñando un número importante de edificios en la ciudad en los años antes y después del terremoto de 1906.

## Biografía

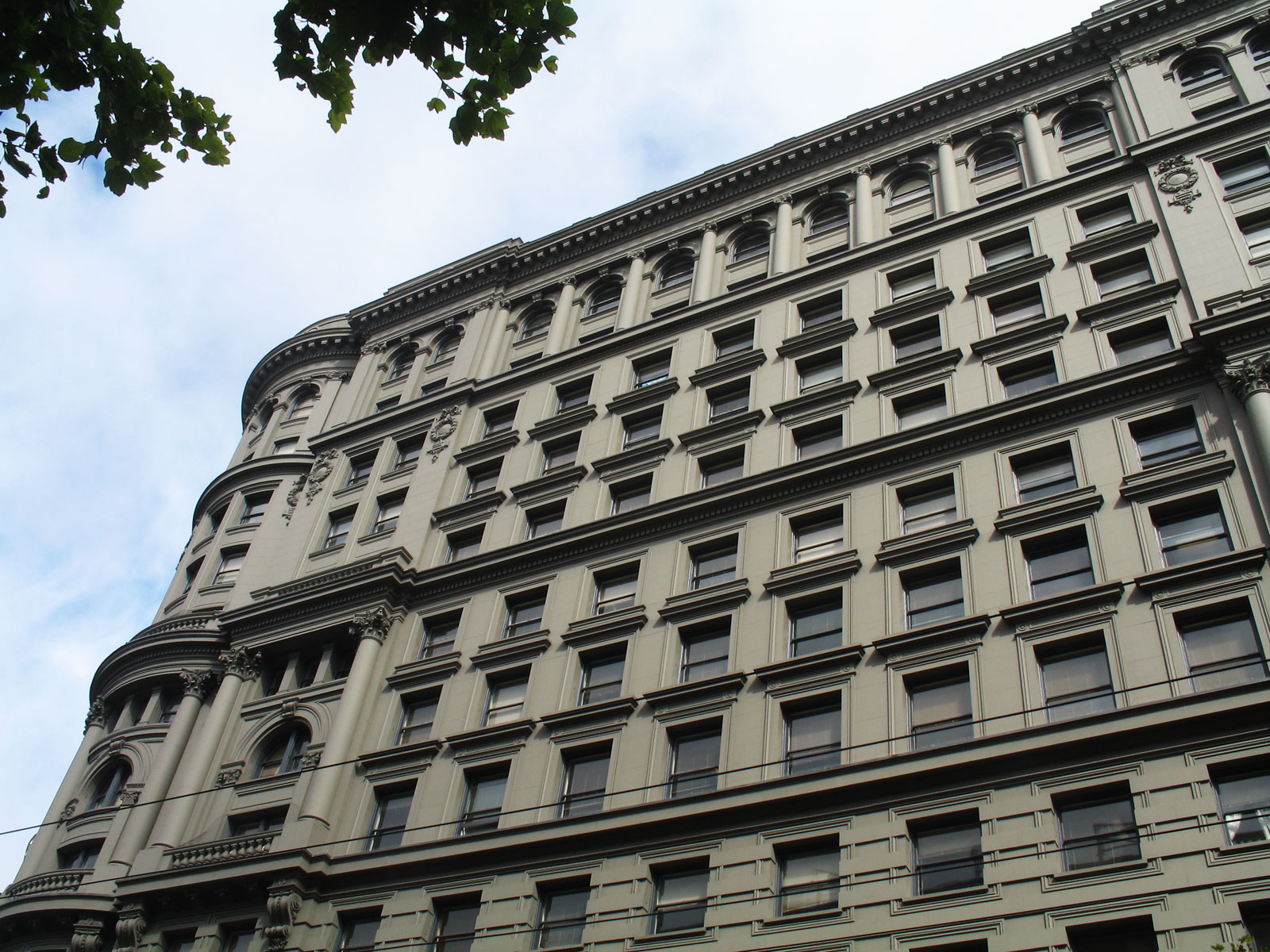
James Flood Building, San Francisco

Pissis nació el 26 de abril de 1852 de un padre francés y una madre mexicana en Guaymas Sonora. Su padre, un físico, se mudó con su familia a San Francisco, California, en los Estados Unidos, a sus seis años. Él fue de los primeros Americanos que haya estudiado en el École des Beaux-Arts en París, Francia. Regresó en 1880 a San Francisco, donde encontró una variedad desordenada de estilos.
En 1882 Pissis se convierte en miembro del "American Institute of Architects" y con su socio William P. Moore, diseñó un buen número de edificios en los estilos "Reina Anna" e "Eastlake". Sin embargo alrededor de 1890, se convirtió en la mayor figura de la arquitectura Neoclásica, particularmente la Beaux-Arts (bellas artes), E introdujo ese estilo a San Francisco empezando con el Banco Hibernia en 1892. Inicialmente fue considerado revolucionario, el estilo se popularizó en el ámbito comercial y bancario. El domo que el diseñó para la tienda departamental "Emporium", ahora parte del Westfield San Francisco Centre, es frecuentemente considerada como una obra maestra.
Pissis jugó un rol muy importante en la reconstrucción de San Francisco después del terremoto que sacudió la ciudad en 1906, haciendo muchos de los edificios memorables de esta ciudad,.
Aunque popular y conocido internacionalmente en el momento, el enfoque del diseño de Pissis fue ridiculizado por los críticos, y señalado como reaccionario y fue culpado de suprimir a algunos arquitectos más originales como Frank Lloyd Wright y Louis Sullivan, en favor "se decía" de la imitación de antiguas tradiciones europeas sin embargo, en años recientes, sus edificios han sido apreciados cada día más.
Pisses murió de neumonía a la edad de 62, en su suite en el Hotel San Francisco. Le sobrevivió su viuda "Georgia" quien en 1920 vendió unas tierras en Redwood City, California.

## Trabajos notables

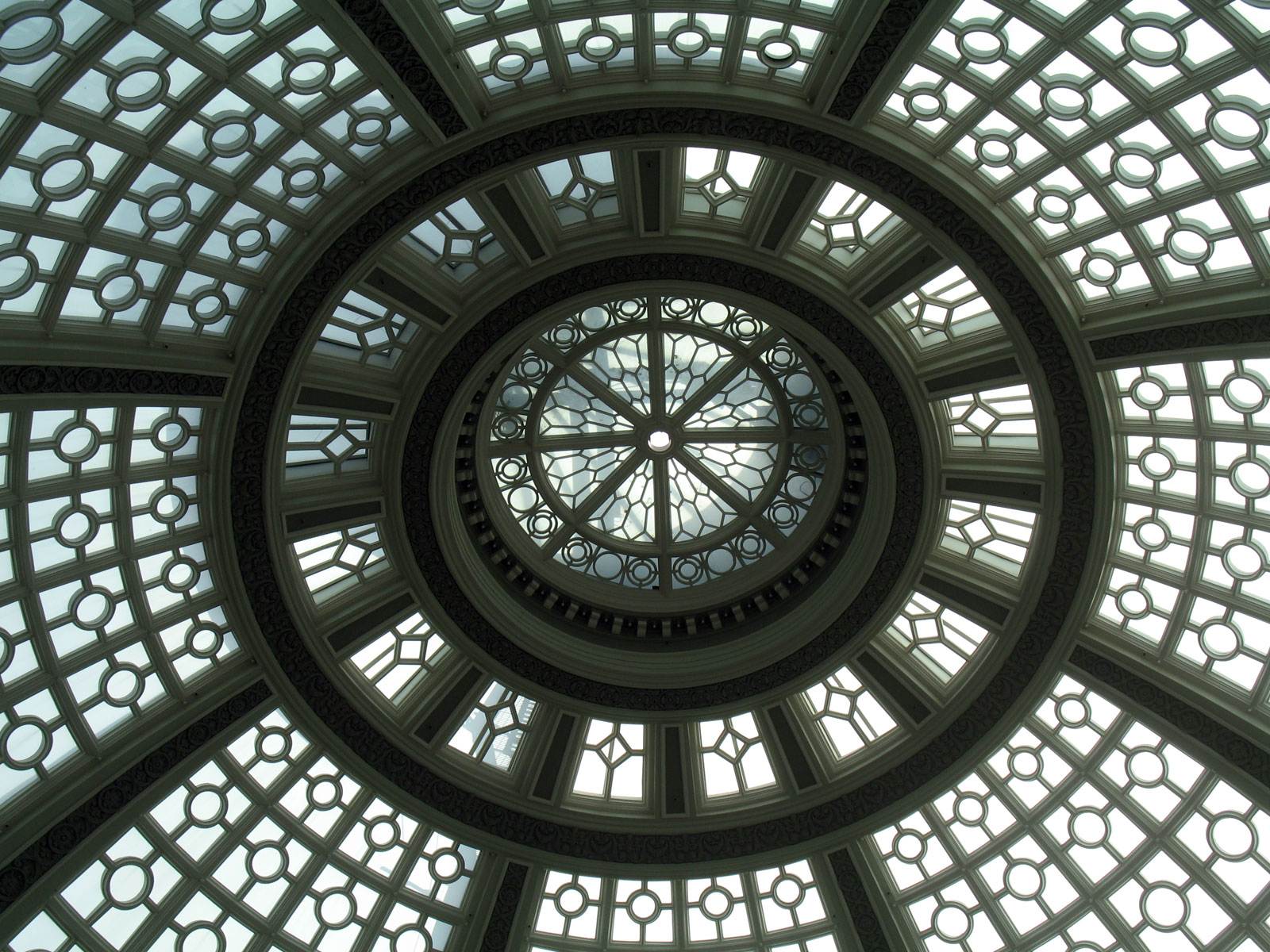
Domo en la Tienda Departamental "Emporium" en San Francisco

Entre los edificios que Pisses diseño están:
- Hibernia Bank edificio entre "Market Street", y "Jones street" en San Francisco.[1]
- The Emporium, San Francisco department store (llamado originalmente "Parrot Building" (edificio perico o periquera" y ahora hogar la Suprema Corte de California, ahora parte de "Westfield San Francisco Centre".[1]
- Edificio "James Flood" entre calles Market y Powell en San Francisco, California.[1]
- "White House Department Store"
- "Edificio Congregation Sherith Israel" ò " Templo Sherith Israel" en "Pacific Heights", en San Francisco
- el "Mechanics' Institute Library", de San Francisco, California
- la "University House" en Berkeley California